# Rosario Spatola (1940)
Rosario Spatola (Palermo, 1º settembre 1938) è un mafioso e imprenditore italiano.
Costruttore sospettato di rapporti con Cosa nostra, fu accusato da Gaetano Costa e Giovanni Falcone di traffico di droga e condannato a dieci anni di reclusione. Il suo nome è collegato alla simulazione del sequestro di Michele Sindona e all'uccisione di Gaetano Costa: sebbene non sia mai stato dimostrato un collegamento diretto fra le due vicende, il magistrato fu ucciso subito dopo aver firmato un ordine di cattura nei suoi confronti.

## Biografia
Cugino dei boss mafiosi Salvatore Inzerillo e John Gambino e quindi imparentato con Carlo Gambino, capo dell'omonima Famiglia di Brooklyn. Dopo aver iniziato come venditore ambulante di latte, Spatola costruì un impero nel mondo delle costruzioni che arrivò a dare lavoro a 400 operai e figurava, con 820 milioni di lire di reddito, tra i primi contribuenti della Sicilia. Nel 1979, alla vigilia delle elezioni politiche, era stato ospite di spicco della cena elettorale in onore del ministro Attilio Ruffini organizzata dall'avvocato Francesco Reale, membro del comitato regionale della Democrazia Cristiana. Nell'ottobre dello stesso anno, venne arrestato a Roma il fratello di Spatola, Vincenzo, mentre cercava di consegnare all'avvocato Rodolfo Guzzi, legale di Michele Sindona, una falsa lettera in cui il banchiere si dichiarava "prigioniero" dei terroristi: da quest'arresto, si poté accertare che tutta l’operazione del sequestro Sindona era una messinscena gestita da Cosa nostra e da personaggi della massoneria. Si scoprì anche che Sindona era stato ospitato nella villa dei suoceri di Spatola a Torretta, nei pressi di Palermo, e proprio lì era stato ferito con un colpo di pistola alla gamba per accreditare la versione del sequestro. 
Prima di essere assassinato il 6 gennaio 1980, il Presidente della Regione Siciliana Piersanti Mattarella aveva disposto un'ispezione sull'aggiudicazione di alcuni appalti dal valore di diversi miliardi di lire relativi alla costruzione di sei edifici scolastici, assegnati a ditte tutte riconducibili a Spatola, ed aveva intenzione di bloccare la procedura perché era emerse delle irregolarità ma non fece in tempo.
Dopo l'omicidio Costa, le accuse nei suoi confronti vennero affidate da Rocco Chinnici a Giovanni Falcone, che proprio a partire da quel processo applicò quello che successivamente sarebbe stato definito il "metodo Falcone", cioè la ricostruzione degli affari criminali attraverso la documentazione bancaria. Spatola fu condannato a 10 anni per quella vicenda e a tre per una tangente versata a Vito Ciancimino e a un funzionario per la concessione di un appalto per la realizzazione di case popolari, ma nel 1985 fuggì negli Stati Uniti d'America da suo cugino, il boss di Cosa nostra statunitense John Gambino. Rimase oltreoceano fino al 1989, quando, dopo essere stato coinvolto nell'operazione Iron Tower, fu arrestato ed estradato in Italia. Tornato negli Stati Uniti dopo essere stato scarcerato nel 1992 per la scadenza dei termini di custodia cautelare, nel 1999 fu riestradato in Italia. Due anni dopo fu scarcerato e tornò ancora una volta negli Stati Uniti.